# Montes de Málaga
Montes de Málaga är en park i Spanien.   Den ligger i provinsen Málaga och regionen Andalusien, i den södra delen av landet, 400 km söder om huvudstaden Madrid. Montes de Málaga ligger 537 meter över havet.
Terrängen runt Montes de Málaga är kuperad. Runt Montes de Málaga är det mycket tätbefolkat, med 1 313 invånare per kvadratkilometer. Närmaste större samhälle är Málaga, 9,5 km söder om Montes de Málaga. 